# 33. Waffen-Grenadier-Division der SS Charlemagne
De 33. Waffen-Grenadier-Division der SS Charlemagne was een divisie van de Waffen-SS. De eenheid bestond uit Franse vrijwilligers. Ze ontstond uit de samenvoeging van verschillende Franse eenheden en “Charlemagne” was uitsluitend actief aan het oostfront. Soldaten van deze divisie waren de laatste verdedigers van de Führerbunker. Tijdens de slag om Berlijn werd ze volledig vernietigd.
Charlemagne is de Franse naam van Karel de Grote, de monarch die ooit aan het hoofd van een rijk stond dat Frankrijk en Duitsland omvatte.

## Ontstaan en vorming
Kort na de inval in Rusland kreeg het Vichyregime toestemming van de Duitse ambassadeur Abetz om een regiment te formeren om mee te vechten tegen het Rode leger.
In juli 1941 werd het Légion des Volontaires Français (LVF) opgericht. De leden van het legioen waren afkomstig uit de collaboratiebewegingen van Jacques Doriot en Marcel Déat. Ook waren er enthousiaste Franse patriotten, die reeds in Spanje tegen het bolsjewisme hadden gevochten, en ex-krijgsgevangenen, die op deze manier de verplichte tewerkstelling ontliepen. Ongeveer 5600 Franse vrijwilligers volgden de opleiding in het Poolse Dębica.
Als uniform droegen de legionairs het Duitse uniform met op hun mouw de Franse tricolore. Ook kregen ze katholieke aalmoezeniers.
- Légion des volontaires français - juli 1941 - oktober 1943
- Französisches SS-Freiwilligen-Regiment 57 - oktober 1943 - juli 1944
- Waffen-Grenadier-Brigade der SS Charlemange - juli 1944 - februari 1945
- 33. Waffen-Grenadier-Division der SS Charlemagne - februari 1945 - mei 1945

## Krijgsgeschiedenis

### 1941-1944: LVF aan het oostfront
Aanvankelijk vormde het LVF een onderdeel van de reguliere Duitse landmacht. Na hun opleiding werd het LVF in november 1941 als Infanterieregiment 638 een deel van de 7e Infanteriedivisie. Tijdens de slag om Moskou in november 1941 leed het legioen zware verliezen, waarbij het 2e bataljon nagenoeg werd vernietigd. Het legioen werd uit de frontlijn teruggetrokken.
Nadat de verliezen waren aangevuld, werd het opnieuw uitgeruste legioen in 1942 naar Wit-Rusland gestuurd om de partizanen te bestrijden. Tijdens deze gevechten werd het regiment in afzonderlijke bataljons opgedeeld. De gevechten met de partizanen waren meedogenloos en bruut. In tegenstelling tot andere Duitse eenheden maakten de Fransen zich niet schuldig aan oorlogsmisdaden tegen de burgerbevolking.
Op 22 juni 1944 ging Operatie Bagration van start. Het LVF werd in de strijd geworpen om de aanval van het 3e Wit-Russische Front in de richting van Borisov te verhinderen. Ze namen een stelling in nabij de Bobr, een rivier in Wit-Rusland. Gedurende 48 uur wisten 600 Fransen de aanval van een volledige Russische divisie tegen te houden. In het Russische communiqué was sprake van de vernietiging van “twee Franse divisies”.
In Frankrijk begon een nieuwe wervingscampagne voor het LVF. Ongeveer 3000 nieuwe rekruten voornamelijk studenten gaven gehoor aan de oproep om te vechten tegen het communisme. Ze vormden de 8e SS Vrijwillige Sturmbrigade Frankrijk. Aanvankelijk werden ze als onderdeel van de 18. SS-Freiwilligen-Panzergrenadier-Division Horst Wessel naar Galicië gestuurd, maar na hevige gevechten werd de brigade teruggetrokken.

### September 1944: OprichtingCharlemagne
In september 1944 werden het LVF en de 8e SS Vrijwillige Sturmbrigade samengevoegd tot de Waffen-Grenadier-Brigade der SS Charlemagne. De brigade werd aangevuld met leden van de Franse militie, die voor de geallieerden waren gevlucht. De samensmelting tussen de veteranen van het LVF, de nieuwelingen van de stormbrigade en de ongetrainde militieleden verliep moeizaam. Toch wist Brigadeführer Gustav Krukenberg hen samen te voegen tot één geheel onder leiding van Oberführer Puaud.
In februari 1945 kreeg de brigade de status van een divisie, maar ze telde slechts 7400 man.

### Februari 1945: Gevechten in Oost-Pommeren
Tijdens de gevechten in Pommeren lijdt “Charlemagne” zware verliezen. Op 25 februari bereiken de spitsen van het 1e Wit-Russische Front Hammerstein op het moment dat de Fransen per trein arriveren. Ondanks het feit dat ze slechts licht bewapend waren, wisten de Fransen tientallen Russische tanks uit te schakelen. Onder de niet aflatende druk van de Russische aanvallen viel “Charlemagne” uiteen in verschillende groepen.
Achtervolgd door Russische tanks vluchtten de Fransen in het barre winterweer naar het noorden. Samen met duizenden burgers proberen ze de Baltische kust te bereiken in de hoop dat de Kriegsmarine hen zal evacueren naar veiliger oorden. Op 2 maart verzamelt Brigadeführer Gustav Krukenberg de restanten van de divisie in Körlin. De volgende dag valt het Rode leger aan, maar de Fransen houden stand gedurende de dag. In de loop van de nacht trekken de Fransen zich terug naar Kolberg.
Op 5 maart vallen de Russen Kolberg aan, maar ze slagen er niet in om de stad te veroveren. Elke dag dat de Fransen standhouden, evacueert de Kriegsmarine honderden vluchtelingen. Pas op 18 maart kunnen troepen van het Poolse 1e leger de haven bezetten. Dankzij het verzet van de Franse SS’ers zijn er 5000 burgers naar het westen kunnen vluchten. Slechts 700 Fransen overleven de gevechten in Pommeren.

### April 1945: Slag om Berlijn
Op 23 april 1945 kreeg Brigadeführer Gustav Krukenberg het bevel om zijn divisie naar Berlijn te verplaatsen. Hij verzamelde zijn manschappen en ontsloeg hen van hun eed. Ongeveer 300 Fransen verklaarden zich toch bereid om naar Berlijn te gaan. Hij organiseerde hen in het SS-Sturm-Bataillon Charlemagne onder leiding van Henri Joseph Fenet.
Op 24 april 1945 arriveerden de Fransen in Berlijn. Ze waren de laatste eenheid die de Duitse hoofdstad kon bereiken vooraleer de Russen de stad omsingelden. Samen met de Deense en Noorse vrijwilligers van de verdedigden ze Neukölln, een district in het zuidoosten van Berlijn. In de ochtend van 26 april voerden ze samen met de Tiger II tanks van het SS-Panzer-Regiment 11 'Hermann von Salza' een tegenaanval uit, waarbij het bataljon in een Russische hinderlaag liep. Slechts de helft van de Franse SS’ers overleefde de gevechten in Neukölln.
Op 28 april 1945 dreven de Russen het SS-Sturm-Bataillon «Charlemagne» terug naar het centrum van de stad. Hun nieuwe verdedigingsstelling lag aan de Belle-Alliance-Platz, Wilhelmstrasse en de Friedrichstrasse. Gedurende de straatgevechten ontwikkelden ze een tactiek om de Russische T-34 tanks te bevechten. Vanuit de kelderramen van de gebouwen beschoten ze op korte afstand de tanks met hun Panzerfaust. De T-34’s konden immers niet zo laag richten met hun kanonnen en machinegeweren. Het vergde echter stalen zenuwen om de tanks dicht te laten naderen. Deze tactiek was zeer efficiënt, want de Franse SS’ers vernietigden 68 tanks in drie dagen.
Op 29 april vochten de laatste overlevenden tussen het puin van Rijksministerie van Luchtvaart, de Rijkskanselarij en de Führerbunker. Waffen-Hauptsturmführer der SS Henri Joseph Fenet ontvangt voor zijn prestaties het Ridderkruis van het IJzeren Kruis. Nog steeds houden de Fransen stand, maar er is geen samenhang meer. Pas na de capitulatie op 2 mei 1945 gaf Fenet het bevel om de strijd te staken. Uiteindelijk hadden slechts 30 Fransen de strijd overleefd. In kleine groepjes probeerden ze Berlijn te ontvluchten.

### Bad Reichenall
Op 13 mei 1945 werden nabij Bad Reichenhall 12 Franse SS’ers opgepakt door Franse soldaten van de 2e pantserdivisie. Toen generaal Leclerc vroeg waarom ze een Duitse uniform droegen, antwoordde een van hen met de vraag waarom de generaal een Amerikaans uniform droeg. De Vrije Fransen waren immers gekleed in aangepaste VS legeruniformen. De Franse SS’ers werden zonder proces gefusilleerd.

## Bekende oorlogsmisdaden[2]
Een officier van de divisie hebben gediend in de concentratiekampen. Dit getal bevat ook een officier die voor of na zijn dienst in de divisie in de kampen heb gediend.

## Commandanten[3]
| Rang                                           | Naam               | Begin                         | Eind                            | Opmerking                                                                         |
| ---------------------------------------------- | ------------------ | ----------------------------- | ------------------------------- | --------------------------------------------------------------------------------- |
| Waffen-Oberführer                              | Edgar Puaud        | 10 februari 1945              | 28 februari 1945 - 5 maart 1945 | Sneuvelt op 5 maart 1945 tijdens een artilleriebarrage.                           |
| SS-Brigadeführer en Generalmajor der Waffen-SS | Gustav Krukenberg  | 5 maart 1945                  | 24 april 1945                   |                                                                                   |
| SS-Standartenführer                            | Walter Zimmermann  | 24 april 1945 - 25 april 1945 | 2 mei 1945 - 8 mei 1945         | Zimmermann raakte gewond en maakte het einde van de oorlog in een ziekenhuis mee. |
| Waffen-Hauptsturmführer der SS                 | Henri Joseph Fenet | Mei 1945                      | 8 mei 1945                      |                                                                                   |

## Stafchef van de 33. Waffen-Grenadier-Division der SS Charlemagne[2]
| Rang                   | Naam             | Begin        | Eind       | Opmerking |
| ---------------------- | ---------------- | ------------ | ---------- | --------- |
| Waffen-Sturmbannführer | Jean de Vaugelas | 1 maart 1945 | 2 mei 1945 |           |

## Gebied van operatie
- December 1944 - mei 1945: Berlijn[6]

## Samenstelling
- SS-Waffen-Grenadierregiment 57 (französisches Nr. 1)
  - I. Bataillon
  - II. Bataillon
- SS-Sturm-Bataillon 58
- SS-Waffen-Grenadierregiment 58 (französisches Nr. 2)
  - I. Bataillon
  - II. Bataillon
- SS-Artillerieabteilung 33
- SS-Panzerjäger-Bataillon 33
- SS-Pionier-Kompanie 33
- SS-Nachrichten-Kompanie 33
- SS-Feldersatz-Kompanie 33
- SS-Nachschub-Bataillon 33